# Вашингтонска конференция
Вашингтонската конференция е международен форум провел се в конгресния център Constitution Hall във Вашингтон от 12 ноември 1921 г. до 6 февруари 1922 г., наричана още и Конференция по разоръжаването. Геополитическият форум е инициатива на САЩ и обслужва предимно американските геополитически интереси. 
Във форума участват страните победителки от Антантата в Първата световна война, начело със САЩ, Великобритания и Япония. В конференцията се включват и представители на Китай, Франция, Италия, Нидерландия, Белгия и Португалия, т.е. общо 9 държави и 5 британски доминиона. Съветска Русия не е поканена, въпреки че през декември 1921 г. за участие в конференцията пристига делегация от Далекоизточната република, но тя не е допусната от домакините на форума.
Целта на геополитическия форум е установяването на нов мирен ред в Пасифика.

## Вашингтонската конференция в литературата
Ярослав Хашек пародийно изобразява работата на тази конференция в хумористичния си разказ Конференция по разоръжаването. (на руски: „Конференция по разоружению“).
В България, която е малка страна далеч от Пасифика в стария свят, Христо Смирненски и посвещава със своето алтерантивно заглавие Комичен пролог на една трагична драматична поема – изпълнено с трагикомизъм стихотворение. 